# Чоловіки і всі інши
«Чоловіки і всі інши» — радянський кіноальманах з семи новел 1985 року, знятий режисером Вахтангом Кікабідзе на кіностудії «Грузія-фільм».

## Сюжет
Телефільм складається з семи кумедних новел про грузинські традиції, про повагу до старших, відданість у дружбі та інші риси грузинського характеру: «Чоловік», «Мефодіївна», «Хечо», «Виноград», «Чемпіони», «Кепка», «Орли».

## У ролях
- Вахтанг Кікабідзе — головна роль
- Валентина Теличкіна — Ніна Мефодіївна Кобахідзе
- Ельвіра Зубкова — модель
- Русудан Кікнадзе — Валентина Іванівна
- Леван Пілпані — Теофіл
- Лері Зардіашвілі — гостинний селянин
- Гія Дзнеладзе — Лука Бетанелі, боксер
- Заза Колелішвілі — Тенгіз Гагуа, боксер
- Леван Учанейшвілі — Леві, трубач, син Хечо
- Шота Схіртладзе — Муртаз, батько Манани
- Нодар Сохадзе — мама
- Микола Тамразов — сусід
- Георгій Джибладзе — роль другого плану
- Карлен Саркісян — роль другого плану
- Вахтанг Каджірашвілі — роль другого плану
- Ія Хобуа — вчителька
- Ліка Кавжарадзе — Ека, наречена боксера Луки Бетанелі
- Баадур Цуладзе — Баадур Сократович, керівник будинку моделей
- Гурам Гогоберідзе — помічник тренера
- Елгуджа Бурдулі — один із братів
- М. Маркаров — музикант
- Володимир Читішвілі — глядач
- Марина Сагарадзе — епізод
- Ніно Кобаїдзе — епізод
- Е. Багратіоні — епізод
- Кіра Андронікашвілі — епізод
- Нана Лордкіпанідзе — епізод
- Н. Логвінова — епізод
- Тенгіз Георгадзе — епізод
- Баадур Кіпіані — епізод
- Д. Кіпіані — епізод
- Г. Гелашвілі — епізод
- Гурам Арешідзе — епізод
- Ю. Курцикідзе — епізод
- М. Наскідашвілі — епізод
- Ш. Барнабішвілі — епізод
- Л. Берулава — епізод
- Георгій Суладзе — епізод
- А. Ткешелашвілі — епізод
- Валеріан Квачадзе — епізод
- Мамука Кікалейшвілі — епізод
- Марина Манджгаладзе — епізод
- Гія Гігашвілі — епізод
- Н. Кіквілашвілі — епізод
- Ц. Папіашвілі — епізод
- Ф. Кримський — епізод
- Я. Кримський — епізод
- К. Кримський — епізод

## Знімальна група
- Режисер — Вахтанг Кікабідзе
- Сценаристи — Вахтанг Кікабідзе, Софія Давидова
- Оператор — Нугзар Еркомаїшвілі
- Композитори — Володимир Михайлов, Георгій Мовсесян
- Художник — Джемал Мірзашвілі